# Onthophagus hoogstraali
Onthophagus hoogstraali là một loài bọ cánh cứng trong họ Bọ hung (Scarabaeidae).